# 汪楚材
汪楚材（?—?），字太初，又字南老。资村人。
汪焕章的从兄弟，師從朱熹。绍熙元年进士。歷官承直郎、湖南安抚司干办公事、广西运司干官。